# VG Alstertal-Harksheide
Die VG Alstertal-Harksheide war eine Volleyball-Spielgemeinschaft aus Hamburg und der schleswig-holsteinischen Stadt Norderstedt.
Die VGAH entstand 1986 als Fusion der Volleyballabteilungen des TuS Alstertal und des TuRa Harksheide. Die Frauen spielten in der zweiten Bundesliga Nord und stiegen 1990 in die erste Bundesliga auf. Nach vier Jahren stieg man wieder in die zweite Liga und ein Jahr später in die Regionalliga ab. Die Männer stiegen 1998 nach jahrelanger Zugehörigkeit zur Regionalliga in die zweite Bundesliga Nord auf. Nach dem Abstieg 1999 gelang 2000 der sofortige Wiederaufstieg.
Im Jahr 2001 wurde die VGAH aufgelöst. Nachfolger wurde der „VC Norderstedt Alstertal Langenhorn“ (VCNAL), welcher 2004 in die Stammvereine 1. VC Norderstedt und SC Alstertal-Langenhorn aufgeteilt wurde.